# Босс (фильм, 1956)
«Босс» (англ. The Boss) — нуаровая политическая драма режиссёра Байрона Хэскина, которая вышла на экраны в 1956 году.
Фильм рассказывает о подъёме и падении безжалостного и беспринципного политика в небольшом городке на Среднем Западе Мэтта Брейди (Джон Пейн). Вернувшись героем с Первой мировой войны, Мэтт быстро вырастает до мэра города, используя своё положение для личного обогащения. Однако могуществу Мэтта приходит конец, когда после биржевого краха, чтобы спастись от банкротства, он связывается с мафиозными кругами, становится объектом расследования прогрессивного журналиста и теряет жену.
Фильм получил преимущественно положительные оценки критики за свою жёсткую критику политической коррупции в Америке. Также высоко была оценена актёрская игра, при этом особое внимание было уделено сильной игре Пейна в главной роли.

## Сюжет
В 1919 году после окончания Первой мировой войны с фронта в звании капитана с триумфом возвращается молодой капитан Мэтт Брейди (Джон Пейн). Вместе с ним в звании сержанта возвращается его лучший друг Роберт «Боб» Херрик (Уильям Бишоп). На торжественной встрече в родном городе Мэтта приветствует его старший брат Тим (Рой Робертс), который руководит окружной избирательной комиссией и является одним из неформальных отцов города. Тим намного старше Мэтта и воспитал его как родного сына, однако своенравный Мэтт не хочет подчиняться старшему брату, в результате чего между ними постоянно возникают стычки. Тем же вечером в баре, принадлежащем Тиму, выпивший Мэтт грубит брату, а затем ввязывается в драку с Бобом, которая перерастает в массовую потасовку. Тим воспринимает происходящее с пониманием, однако выбрасывает обоих зачинщиков на улицу, чтобы они немного поостыли. Мэтт и Боб направляются в бар, где уже дружески обсуждают планы. Боб собирается поступать в юридический колледж, говоря, что Мэтту не нечего беспокоиться, так как брат для него всё подготовил в городе. В этот момент Мэтт неожиданно вспоминает, что уже на полтора часа опоздал на свидание со своей девушкой Элси Рейнольдс (Доу Аведон), и просит Боба, который тайно влюблён в Элси, пойти вместе с ним, чтобы объяснить, что произошло. Когда Элси отказывается открыть Мэтту дверь, он угрожает ворваться силой. После того, как она открывает дверь, разъярённый Мэтт заявляет, что хотел сделать ей предложение, однако теперь не хочет иметь с ней ничего общего. Бросив Элси и Боба, Мэтт направляется в кафе, где продолжает пить. Там он становится свидетелем сцены, когда на стол несчастной девушке Лорри Рид (Глория Макги) подбрасывают лотерейные билеты, после чего официант требует за них расплатиться. Испуганная Лорри заявляет, что у неё нет таких денег, после чего Мэтт набрасывается на официанта, бьёт его, а затем выходит вместе с Лорри на улицу. Мэтт думает, что Лорри работает в баре проституткой, однако она отвечает, что не достаточно красива для этого. В ответ Мэтт заявляет, что она красива и в подтверждение своих слов предлагает немедленно пожениться. Лорри, понимая, что Мэтт просто пьян, пытается отговорить его, но он продолжает настаивать, заявляя, что в случае брака она ничего не потеряет. Проснувшись на следующее утро, Мэтт видит на соседней кровати спящую Лорри, после чего находит в кармане свидетельство о браке с ней, и тогда вспоминает, что вчера произошло. Он немедленно направляется за советом к Бобу, которого просит извиниться перед Элси за своё вчерашнее поведение, однако Боб напоминает другу, что тот теперь женат, и должен это учитывать. Мэтт возвращается в комнату к Лорри, которая просит у него прощения, что не смогла его вчера остановить, на что упрямый Мэтт вдруг заявляет, что они теперь муж и жена. В этот момент появляется Тим, который берётся всё урегулировать по-тихому, однако Мэтт не хочет слушать брата, и со словами «развода никогда не будет» выгоняет Тима из комнаты. Когда они остаются вдвоём, Лорри заявляет, что готова дать Мэтту свободу сегодня, но если нет, то останется с ним на всю жизнь. Несколько минут спустя в комнату заходит управляющий пансионом, сообщая, что Тим только что умер прямо в коридоре.
В течение нескольких лет Мэтт вырастает в босса всего города. На церемонии открытия городского вокзала, который посвящают Тиму, в своё время добившемуся его сооружения, Мэтт выступает вместе с губернатором Беком (Гарри Чешир). Светская публика в беседах обращает внимание на то, что Мэтт никогда не приходит на подобные мероприятия со своей женой, которая постоянно сидит дома одна. Вскоре во время полицейской облавы в одном из нелегальных казино города местный гангстер Джонни Мазиа (Робин Морс) открывает огонь по полицейским. Мазиа, который является сыном друга семьи Мэтта, просит его помочь избежать наказания, и Мэтт, используя свои связи, добивается снятия с него всех обвинений. В качестве благодарности Мазиа даёт Мэтту наводку на лошадь, поставив на которую, Мэтт получает крупный выигрыш. В тот же день после окончания юридического колледжа в город возвращается Боб, которого Мэтт тепло приветствует в своём офисе. Он рассказывает, что за эти годы стал хозяином города, а через пару лет собирается поставить под свой контроль и большую часть штата. Мэтт предлагает Бобу стать своим ассистентом по юридическим вопросам. Тот в свою очередь сообщает, что женился на Элси, после чего Мэтт приглашает их обоих вечером к себе в гости. В присутствии Боба Мэтт по телефону заставляет владельца цементного завода Роя Милларда (Алекс Фрейзер) продать ему половину своего бизнеса в обмен на получение компанией выгодных контрактов. Мэтт поручает Бобу подготовить необходимые документы по этой сделке, передавая другу 10 % акций завода, однако просит ничего не рассказывать о подобных сделках Элси. Вернувшись домой, Мэтт неожиданно дарит Лорри дорогое колье и серьги, которые просит надеть сегодня вечером, когда к ним в гости придут Боб и Элси. Поначалу обрадовавшись вниманию мужа, Лорри затем с сожалением понимает, что Мэтт это делает с тем, чтобы произвести впечатление на Элси. Во время ужина Мэтт хвастает своей славой и богатством и в завершение вечера даёт Элси 20 тысяч долларов наличными, чтобы, по его словам, у них «было только лучшее». После ухода гостей Лорри говорит Мэтту, что сегодня увидела, что он и Элси по-прежнему любят друг друга, и готова дать ему развод, чтобы он мог жениться на Элси. Однако Мэтт отвечает, что никогда не разведётся с ней, так как его личная жизнь должна быть чиста. Когда же Лорри говорит, что сама разведётся с ним, потому что не может жить без любви, он угрожает отправить её в психиатрическую больницу, если она ещё раз об этом заговорит.
Проходит десять лет в течение которых благосостояние и власть Мэтта и Боба значительно выросли. Боб, который был назначен комиссаром штата по страховым делам, предлагает заработать на многомиллионном конфликте страховщиков с корпоративными клиентами в отношении тарифов, однако Мэтт, понимая, что дело находится на контроле правительства штата, предлагает не рисковать и вернуть деньги компаниям. Вскоре Рой Миллард приглашает Мэтта на цементный завод, чтобы познакомить его со своим братом Стенли (Рис Уильямс), прогрессивным редактором местный газеты, который поставил цель уничтожить коррупцию в городе. Стенли обвиняет Мэтта в том, что он вор и мошенник, который довёл город до плачевного состояния, в котором процветает криминал, а положение горожан постоянно ухудшается. Когда Мэтт требует конкретных доказательств, Стенли заявляет, что у него есть сведения, что за Мэтта на выборах «голосовали» мёртвые души, то есть в списки для голосования вносили умерших людей. После этого Рой заявляет, что выходит из цементного бизнеса, так как больше не может работать вместе с преступником, который скоро окажется в тюрьме. Когда по просьбе Мэтта Рой пишет сумму, за которую готов отдать свою долю, тот сразу же соглашается. Рассказывая Бобу об этом случае, Мэтт говорит, что был удивлён тому, что цена, которую назвал Рой, намного ниже рыночной. Используя голоса «мёртвых душ», Мэтт одерживает победу на очередных выборах, после чего представляет свою команду губернатору. На отдыхе после выборов Лорри пытается предостеречь мужа от излишнего увлечения азартными играми, на что он отвечает, что привык выигрывать всегда. Вскоре появляется Боб, сообщающий, что на секретном совещании в городском загородном клубе члены губернаторской команды решили выступить против Мэтта, после чего разъярённый Мэтт даёт указание своему сити-менеджеру сравнять клуб с землёй.
Однако неожиданно происходит крах на бирже, и Мэтт в одно мгновение оказывается без денег и с огромными игровыми долгами. Он приходит к Лорри, сообщая, что оказался в беде. Жена, впервые почувствовав со стороны мужа что-то человеческое, пытается его утешить, однако он грубо отталкивает её. Мэтт и Боб, который тоже потерял большие деньги, пытаются найти выход из положения. В конце концов, Мэтт приглашает Мазиа, получая от него деньги на покрытие всех своих долгов, взамен отдавая четверть акций в цементном бизнесе и рычаги влияния на руководство городской полиции. Хотя Боб выступает против сделки с гангстерами, Мэтт считает, что в данный момент для того, чтобы выжить, главное получить деньги. Мэтт со своими людьми участвует в партийном съезде штата, пытаясь устроить торг с партийным кандидатом о выделении средств штата на строительство дамбы, однако губернатор не поддерживает резкое выступление Мэтта. Вскоре Боб сообщает Мэтту, что хотел бы выдвинуть свою кандидатуру в сенат штата, однако Мэтт отказывается его поддержать, заявляя, что он нужен ему как адвокат. Некоторое время спустя федеральные агенты арестовывает за торговлю наркотиками некого Лацетти (Джон Мэнсфилд), который присутствовал на переговорах Мэтта и Мазии, и теперь может рассказать об их совместных делах федералам. Мазиа предлагает Мэтту отбить Лацетти в тот момент, когда на городском вокзале он вместе с конвоем будет пересаживаться на поезд до Вашингтона. Мэтт даёт согласие на эту операцию, требуя однако, чтобы всё прошло бескровно. Однако на вокзале во время нападения на конвой один из подручных Мазии, психически неуравновешенный бандит Ститч (Уильям Фиппс) открывает автоматный огонь, убивая нескольких федералов, Лацетти, а также множество невинных людей. Узнав об этом, Мэтт приходит в ярость и даёт Мазиа 48 часов, чтобы тот сдал Ститча полиции, который, по его словам «должен оказаться на электрическом стуле». Вместо того, чтобы выполнить поручение Мэтта, Мазиа отдаёт приказ похитить Боба. Вскоре Мэтту звонит Элси, озабоченная тем, что Боб не вернулся домой. Вслед за этим Мэтту звонит Ститч, сообщая, что Боб взят в заложники, после чего требует, чтобы Мэтт немедленно приехал на встречу на цементный завод. Мэтт однако сначала направляется в полицию, где Стенли собрал группу влиятельных лиц, озабоченных положением дел в городе. Они заявляют Мэтту, что его администрация дошла до края, и решают дать шефу городской полиции Хиллари особые полномочия для наведения в городе порядка. Понимая, что после этого визита Мэтту грозит смертельная опасность, Хиллари предлагает ему охрану, однако Мэтт отказывается. Он приезжает на цементный завод, где Мазиа заявляет ему, что он теперь босс. В обмен на освобождение Боба Мазиа требует, чтобы Мэтт отказался сдавать его людей полиции, а также передал ему 75 процентов в цементном бизнесе. В этот момент в здании появляется полиция. Мазиа открывает огонь и пытается бежать, Мэтт преследует его по лестнице. Когда у Мазиа заканчиваются патроны, Мэтт набрасывается на него. Начинается драка, в результате которой Мэтт избивает Мазиа, тот падает вниз и разбивается.
Вскоре Стенли, которого назначили специальным прокурором по расследованию коррупции в городе, выдвигает обвинения против Мэтта в незаконных махинациях более чем на миллион долларов в год. На суде Мэтт чувствует себя уверенно, так как против него нет конкретных улик. Мэтт надеется на показания Боба, которые должны отвезти от него все обвинения, однако неожиданно Боб обвиняет Мэтта в присвоении страховых бондов, чего тот на самом деле не совершал. Мэтт бурно протестует в зале суда, однако его признают виновным и до оглашения приговора выпускают под залог. Мэтт приходит домой, где его встречает Лорри, заявляя, что уходит от него. Мэтт пытается оправдать Боба, принимая ответственность на себя и утверждая, что «правда не лучше его лжи». Лорри говорит, что никогда не была ему настоящей женой, так же как Элси не была настоящей любовью, Боб не был его настоящим другом, а город не был его настоящим домом. Она уходит со словами, что нельзя жить в постоянном одиночестве. Мэтт идёт в тюрьму.

## В ролях
- Джон Пейн — Мэтт Брейди
- Уильям Бишоп — Боб Херрик
- Глория Макги — Лорри Рид
- Доу Аведон — Элси Рейнольдс
- Рой Робертс — Тим Брейди
- Рис Уильямс — Стенли Миллард
- Джо Флинн — Эрни Джексон
- Робин Морс — Джонни Мазиа
- Уильям Фиппс — Ститч
- Гил Лэмб — Генри
- Джордж Линн — Том Мастерсон
- Боб Морган — Хэмстед
- Гертруда Астор — женщина на посвящении (в титрах не указана)

## Создатели фильма и исполнители главных ролей
Современные критики отмечают, что «признанный сценарист Бен Перри позволил использовать своё имя в качестве прикрытия Далтону Трамбо, который в тот момент находился в голливудском чёрном списке» . Как пишет киновед Джеймс Стеффен, будучи одним из членов «голливудской десятки», Трамбо был приговорён к нескольким месяцам тюрьмы за отказ давать свидетельские показания перед Комитетом по расследованию антиамериканской деятельности Конгресса США, что и привело к внесению его в чёрный список. Прожив какое-то время в Мексике, Трамбо вернулся в США, написав несколько сценариев под разными псевдонимами, главным образом, для низкобюджетных и независимых картин. Как отмечает Стеффен, «первым его фильмом после возвращения стал „Босс“ (1956)». В том же году под именем «Роберт Рич» он завоевал «Оскар» за лучший сценарий фильма «Отважный» (1956), а в 1960 году ему имя, наконец, официально появилось в титрах как сценариста фильмов «Спартак» и «Исход». В итоге, как пишет Стеффен, Трамбо «стал первым сценаристом, который официально победил чёрный список».
По словам Стеффена, сегодня режиссёр Байрон Хэскин, «вероятно, более всего известен своими научно-фантастическими фильмами и экшнами», среди которых наиболее известен «Остров сокровищ» (1950) Уолта Диснея, «Война миров» (1953), «С Земли на Луну» (1958) и «Робинзон Крузо на Марсе» (1964). Начав карьеру как оператор-документалист после Первой мировой войны, Хэскин стал оператором-постановщиком таких художественных фильмов, включая «Дон Жуан» (1926) с Джоном Бэрримором, после чего сам поставил несколько фильмов, а затем снова стал оператором и постановщиком спецэффектов, что, как полагает Стеффен, «кажется, было его самой сильной стороной». По словам киноведа, разработка Хэскином трёхголовочного проектора фона при работе в отделе спецэффектов студии Warner Brothers принесла ему специальный «Оскар» в 1938 году. Он также был удостоен номинаций на «Оскар» за спецэффекты фильмов «Частная жизнь Елизаветы и Эссекса» (1939), «Морской ястреб» (1940), «Морской волк» (1941) и «Отчаянное путешествие» (1942).
Джон Пейн начал свою карьеру в 1930-е годы как звезда мюзиклов, однако во второй половине 1940-х годов резко сменил амплуа и стал играть роли крутых парней в фильмах нуар, вестернах и приключенческих экшнах, среди которых «Преступный путь» (1949), «Тайны Канзас-сити» (1952), «Ривер-стрит, 99» (1953), «Серебряная жила» (1954) и «Партнёр Теннеси» (1955). Как отмечено в рецензии журнала TV Guide, к этому времени «Пейн уже приспособился ужесточать свои юношеские черты лица, благодаря чему стал выглядеть наиболее впечатляюще в своих более поздних ролях, когда уже начал стареть». По словам Мэвиса, в 1956 году Пейн сыграл в четырёх фильмах, включая «хороший фильм „Задержите рассвет“ о Корейской войне и превосходный цветной нуар „Оттенок алого“».
По информации Американского института киноискусства, этот «фильм стал дебютом в кино актрисы Глории Макги, которая до того играла только на телевидении. Фильм также стал последним в карьере актёра Джона Мэнсфилда, который сыграл Лазетти. Мэнсфилд, которому было 37 лет, умер от инфаркта 17 сентября 1956 года».

## История, положенная в основу фильма
Как было отмечено в рецензии Variety и в других источниках, персонаж Мэтт Брейди, которого играет Джон Пейн, был «слегка закамуфлированной» версией крупного политического босса из Канзас-Сити Тома Пендергаста (1872—1945). По информации Американского института киноискусства, «Пендергаст был одним из самых влиятельных политических боссов в США». Как и показано в фильме, Пендергаст добился власти на местной политической сцене после смерти своего брата, который возглавлял местную организацию Демократической партии. Как пишет Стеффен, после смерти брата Том Пендергаст построил впечатляющую финансовую империю с такими компаниями, как цементная Ready Mixed Concrete, которая благодаря ему стала получать выгодные правительственные контракты. Контроль Пендергаста над большими массами голосов избирателей позволял ему проталкивать выгодных ему политических деятелей. Даже будущий Президент США Гарри Труман опирался на поддержку Пендергаста при выборах в Сенат в 1934 году. Хотя, по словам Стеффена, «без сомнения Пендергаст очень прилично разбогател благодаря своему коррумпированному режиму, в некоторых смысла обогатился и Канзас-Сити. Экономика города не так сильно пострадала от Великой депрессии, как многие другие крупные города, чего удалось добиться благодаря эффективности аппарата управления, которым руководил Пендергаст». Как написал Стеффен, Пендергаст «окончательно пал в 1939 году, когда всплыла информации о взятке в связи с его долгами по азартным играм, что привело к крупномасштабному расследованию со стороны Службы внутренних доходов, а затем и 15-месячному тюремному заключению для Пендергаста, что положило конец его карьере одного из самых влиятельных политических боссов своей эпохи». После выхода на свободу Пендергаст вышел на пенсию и жил вне общественного внимания вплоть до своей смерти несколько лет спустя.
Также в информации Американского института киноискусства, персонаж Эрни Джексон, которого сыграл Джо Флинн, «был художественным воспроизведением президента Гарри Трумана, которого поддерживал Пендергаст на выборах в Конгресс в 1934 году». Хотя, как сообщил журнал «Голливуд Репортер» в номере от 2 августа 1956 года, по просьбе United Artists продюсеры Фрэнк и Уолтер Селтцеры удалили все сцены с этим персонажем, однако позднее эти сцены были вновь включены в фильм и они упоминаются многими обозревателями. В фильме Флинн носил очки и бабочку, что усиливало сходство с Труманом. «Возможно, некоторые реплики в фильме о честности Джонсона и его отказе уступить давлению Брейди, включены с тем, чтобы отвести от фильма критику в том, что он показывает бывшего президента в чёрном свете через его связь с Пендергастом».

## История создания и проката фильма
Хотя в титрах и рецензиях после выхода фильма автором оригинальной истории и сценария указан Бен Л. Перри, согласно материалам «Голливуд Репортер» от августа 2000 года, Перри был прикрытием для внесённого в чёрные списки Далтона Трамбо. Права Трамбо как автора сценария фильма были официально восстановлены Гильдией сценаристов США в августе 2000 года.
Фильм снимался на съёмочной площадке киностудии Сэмюэла Голдвина в Голливуде.
Фильм открывается следующим письменным прологом «Босс — это не творение какой-либо политической партии. Такая фигура появляется в условиях общественной апатии, которая способствует преступности и коррупции. Много лет назад возмущённые граждане восстали против него. Только вы, бдительные граждане, можете справиться с опасностью появления босса».
Известный вашингтонский политический обозреватель Дрю Пирсон записал следующий текст, который звучит в трейлере фильма: «Говорит Дрю Пирсон. „Босс“ — это целлулоидный динамит. Интересы мощных сил, имена которых поразят вас, пытались помешать вам увидеть его. Я помог раскрыть историю, на которой он основан — я знаю, что коррупция действительно имела место. Я предрекаю, что этот фильм станет крупнейшей экранной сенсацией года».
В сообщениях средств массовой информации середины и конца августа 1956 года отмечалось, что мэр Канзас-Сити Роу Бартл отказался дать согласие на премьеру фильма «Босс» в городе. Мэр якобы сказал, что фильм «отображает ту область жизни города, которая не вызывает гордости». При этом позиция продюсеров фильма братьев Сельтцеров заключалась в том, что «боссизм» надо разоблачать и что широкая публика должна сама решить, что она хочет смотреть. Отмечалось также, что мэр Омахи, штат Небраска, где состоялась премьера фильма, безуспешно пытался заставить директора местного кинотеатра отменить его демонстрацию. Вскоре стало известно, что фильм показал хорошие кассовые результаты на премьерных показах в Омахе и Де-Мойне.

## Оценка фильма критикой

### Общая оценка фильма
Современные критики дают картине преимущественно положительные оценки. Так, Пол Мэвис в DVD Talk назвал картину «жёстким, жизненным низкобюджетным криминальным фильмом». Как он написал далее, «фильм скупой, грубый и жёсткий. На очень скромном бюджете он создаёт историю эпического масштаба, смешивая гангстеризм и политику, чем напоминает классический фильм „Ревущие двадцатые“». По словам киноведа, фильм «в художественной форме предлагает реальную американскую историю политического криминала. При этом, его непоколебимое разоблачение кровосмесительных и коррумпированных взаимоотношений между американской политикой, бизнесом и правоохранительными силами, мошенничества на выборах, закулисных сделок, использования влияния и силовых методов в качестве крайней меры, чтобы добиться своей цели, были столь же актуальны в 1956 году, как они актуальны и сегодня». В этой «увлекательной и динамичной истории о коррупции Трамбо создаёт живого монстра в лице Мэтта Брейди, рисуя психологический портрет полностью аморального, самовлюблённого людоеда, которого сыграл талантливый и во многом недооценённый Пейн».
По мнению Денниса Шварца, «эта низкобюджетная политическая драма о взлёте и падении влиятельного политика, сделана сильно, но не запоминается… Возможно, в этой нелицеприятной криминальной драме Джон Пейн сыграл свою лучшую роль». В рецензии журнала TV Guide также отмечается, что «подъём и падение влиятельного политического босса и разрушающее влияние толпы на правительство жестоко показаны в этой честной, нелицеприятной драме с участием неувядающего актёра категории В Пейна в одной из его лучших ролей».
С другой стороны, Крейг Батлер написал, что фильм «так старается стать политической историей-предупреждением в духе картины „Вся королевская рать“, что кажется лучше, чем есть на самом деле». Далее критик пишет: «Нам показывают упрямого, бесчувственного, властолюбивого, одержимого человека, но не дают никаких подробностей того, как он стал таким. Предполагается, что нескольких разбросанных по фильму фраз будет для этого достаточно, однако зритель ожидает большей глубины». В конечном итоге Батлер заключает, что «в том виде, как он есть, „Босс“ кажется торопливым и незавершённым. В нём есть мощь, но не содержание, то же можно сказать и о самом заглавном персонаже».

## Оценка работы режиссёра
Мэвис высоко оценил режиссёрскую работу Хэскина, отметив, что он «держит всё под контролем, сосредотачивая свою энергию на том, чтобы дать возможность талантливым актёрам раскрыть историю. Он достаточно хорошо чувствует мизансцену, делая офисы Мэтта всё более шикарными по мере того как тот взбирается по карьерной лестнице (в то время, как тени становятся всё более глубокими и угрожающими), и он хорошо ставит перестрелку на вокзале».

## Оценка актёрской игры
Критики дали единодушную положительную оценку актёрской игре, особенно выделив работу Джона Пейна в главной роли. Как пишет Стеффен, хотя Хэскин «не считался актёрским режиссёром», тем не менее, в этом фильме он смог добиться «триумфальной демонстрации» актёрских способностей от Джона Пейна, который «выдаёт здесь свою самую сильную игру. Что интересно, Пейн был неофициальным сопродюсером и соавтором сценария картины».
Мэвис также пишет, что «Пейн выдаёт здесь мощную, звериную, рычащую игру в роли, которая на миллион миль отстоит от образа мягкого романтика его ранних мюзиклов на студии Fox, по которым Пейна помнят так хорошо». По словам критика, «его мясистое лицо с уродливой, короткой причёской постоянно нахмурено, а глаза недоверчиво сощурены. Пейн не прибегает ни к каким уловкам, чтобы Мэтт „понравился“ зрителю, как на его месте поступили бы многие ведущие актёры. Его гангстер прогнил до мозга костей, но при этом Пейн ни разу не пускает зрителя внутрь Мэтта, и таким образом мы наблюдаем увлечённо, но без сочувствия за тем, как он разрушает всё вокруг себя,… а затем и себя самого. Выдающаяся игра в выдающемся маленьком фильме».
Батлер также считает, что «фильм демонстрирует действительно запоминающуюся игру Джона Пейна, крепкого актёра, работа которого часто была неровной. Здесь, в своей лучшей роли Пейн смотрится очень сильно, показывая диапазон, на который только намекается в других его фильмах. Он, кажется, живёт ролью, отлично реализуя возможности „крупных сцен“. Он играет их именно так, как они того заслуживают, и при этом не переходит в саморекламу… На самом деле, Пейн настолько хорош, что почти заставляет зрителей забыть о том, что мы на самом деле ничего не знаем о персонаже, которого он играет».
По мнению Майкла Кини, «Пейн в своей лучшей роли впечатляет в роли свирепого политического босса, склонного к самоуничтожению, а Макги отлична в роли его верной, но разочарованной жены». В рецензии TV Guide также подчёркивается, что «Пейн получает восхитительную поддержку от Уильяма Бишопа, который в конце концов несёт ответственность за вынесенный ему обвинительный приговор. Макги заслуживает похвалы за исполнение роли его жены, а Аведон хороша в своей краткой роли разозлённой невесты». Батлер также отметил «отличную работу Уильяма Бишопа и Глории Макги».